# Norges grundlagsdag
Norges grundlagsdag (bokmål: syttende mai, nynorska: syttande mai; vanligt uttal: sött'ne mai) firas den 17 maj varje år. Det är en helgdag och flaggdag i Norge. Den benämns på norska Grunnlovsdagen.

## Historia
Dagen firas eftersom prinsregent Kristian VIII av Danmark valdes till kung och skrev under Norges grundlag den 17 maj 1814 (lagen blev antagen av Riksforsamlingen i Eidsvoll dagen innan, den 16 maj). Detta inledde en kort period för Norge som självständig stat, som stoppades av svenske kungen Karl XIII med fälttåget mot Norge 1814. Den svenska armén var större och bättre utbildad och Norge började förhandla vilket ledde till konventionen i Moss den 14 augusti samma år. Då var Norge tvunget att revidera grundlagen och ingå en personalunion med Sverige, vilken bestod från 4 november 1814 fram till 1905. Grundlagen fick dock behållas och säkerställde att Norge bestod som självständig stat under perioden.
Dagen började firas i mitten av 1820-talet. Detta retade kung Karl XIV Johan, som förbjöd firandet. Efter Torgslaget den 17 maj 1829 tvingades kungen dock gå med på att tillåta det norska nationaldagsfirandet.

## Firande och traditioner
Norges nationaldag firas i stor omfattning. Firandet är präglat av traditioner, och norrmännens glädje över att vara självständiga.

### 17 maj-tåget
Barntåget den 17 maj har varit en tradition i Norge sedan mitten av 1800-talet. Barntågen består av marscherande musikkårer och festklädda barn som viftar med norska flaggor. Varje år går det flera tusen 17 maj-tåg genom Norge av olika storlek, från mindre tåg i byarna till det tåg som går genom Oslo på tiotusentals personer. Det går också tåg i norska miljöer i utlandet. Barntågen följer speciella rutter och är organiserade så att barnen går klassvis bakom en standar.
Oslo-tåget går bland annat förbi kungliga slottet där norska kungafamiljen står och vinkar från balkongen. Oslo-tåget anförs av Hans Majestet Kongens Garde som således spelar flöjt, trombon, tuba och trummor.

### Musik
Det är flera traditionella sånger som sjungs den 17 maj, bland annat Norges nationalsång Ja, vi elsker dette landet och det som för många norrmän blivit en andra inofficiell nationalsång, Norge i rødt, hvitt og blått.

### Kända 17 maj-sånger (i urval)
- "Ja, vi elsker dette landet" (Norges nationalsång)
- "Norge i rødt, hvitt og blått"
- "Kongesangen"
- "Gud signe vårt dyre fedreland"

## Bildgalleri

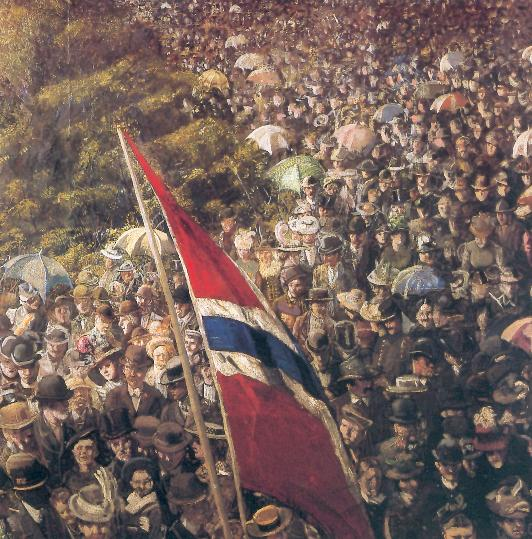
17. mai 1893, målad av Christian Krohg.
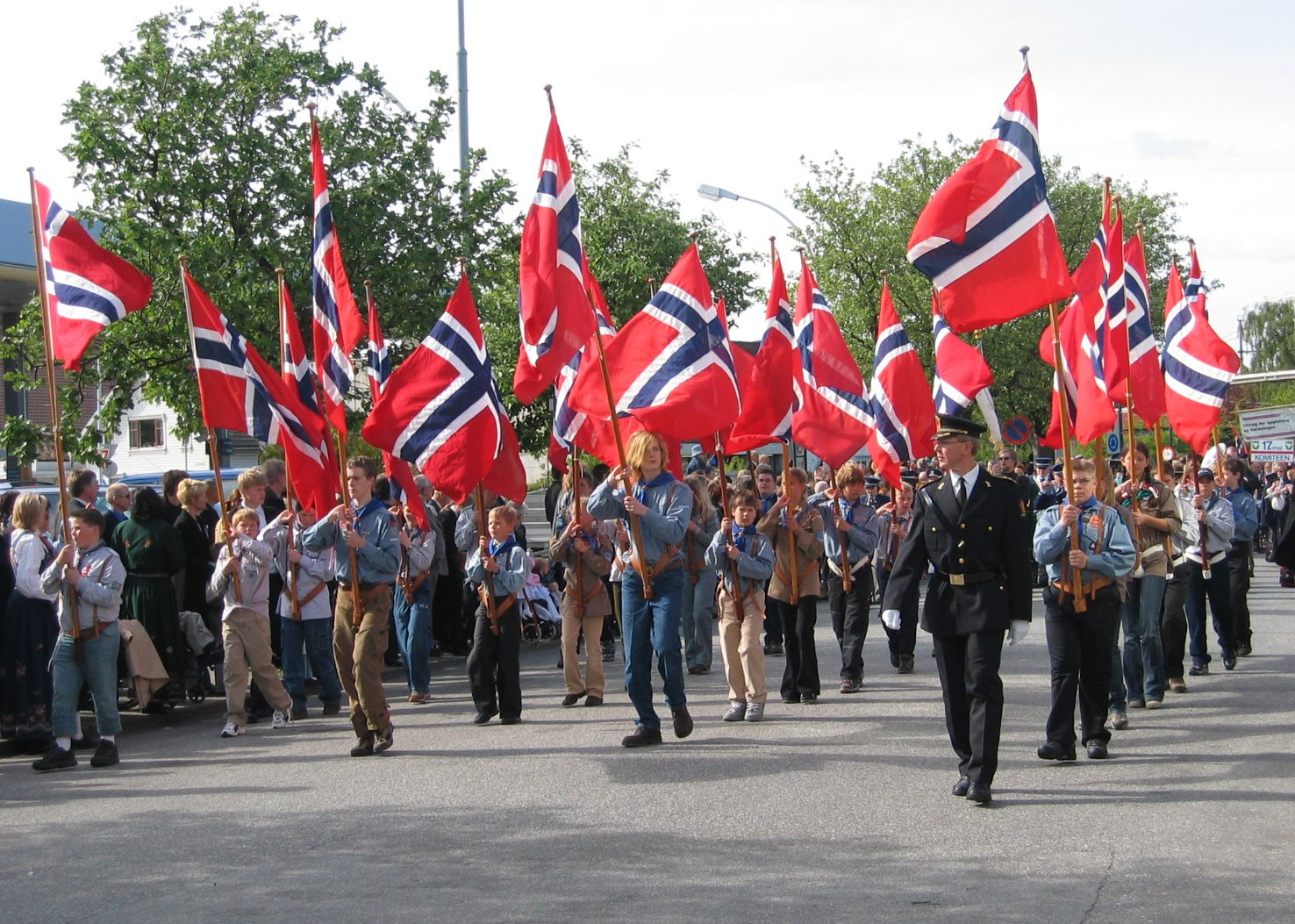
Fanborg i täten på ett 17 maj-tåg.
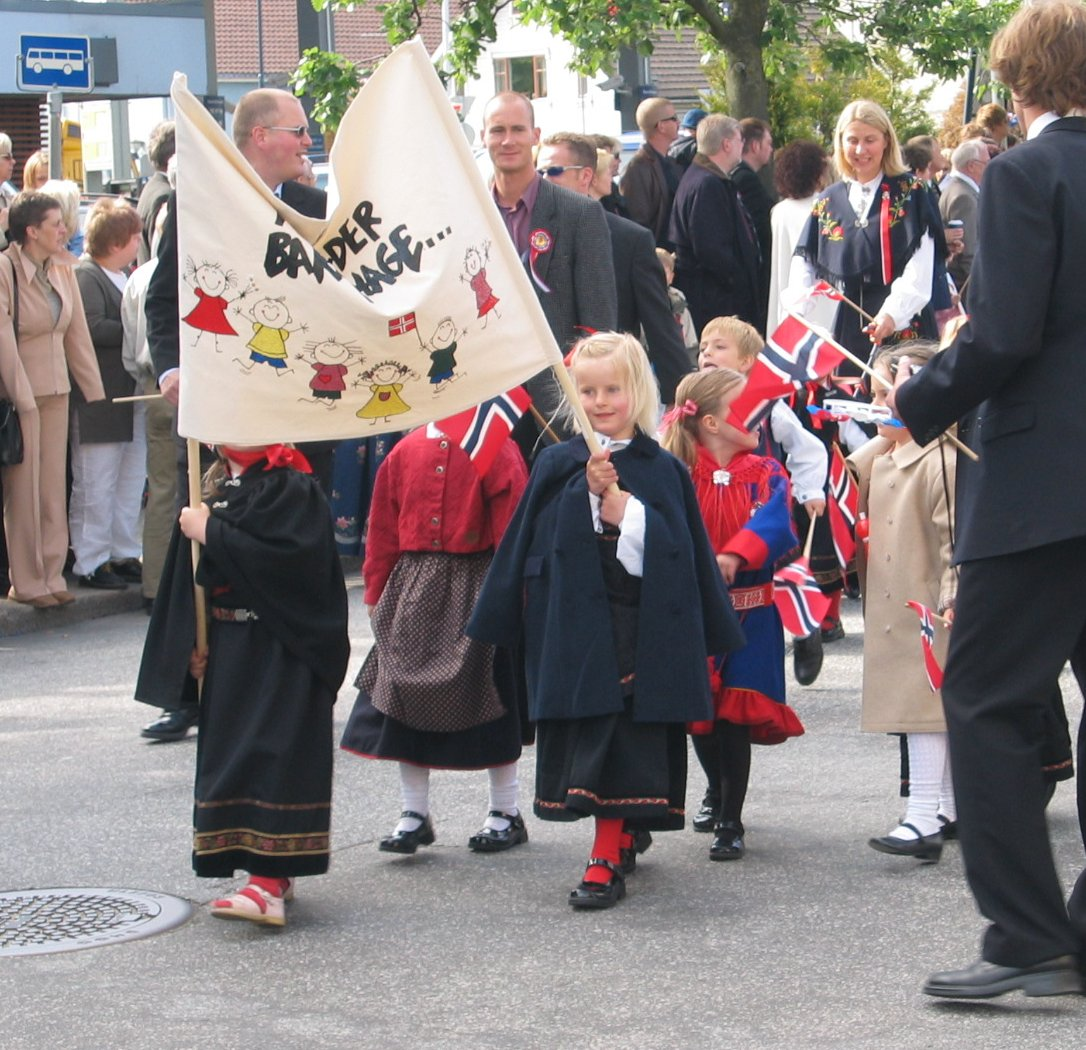
Barntåg.
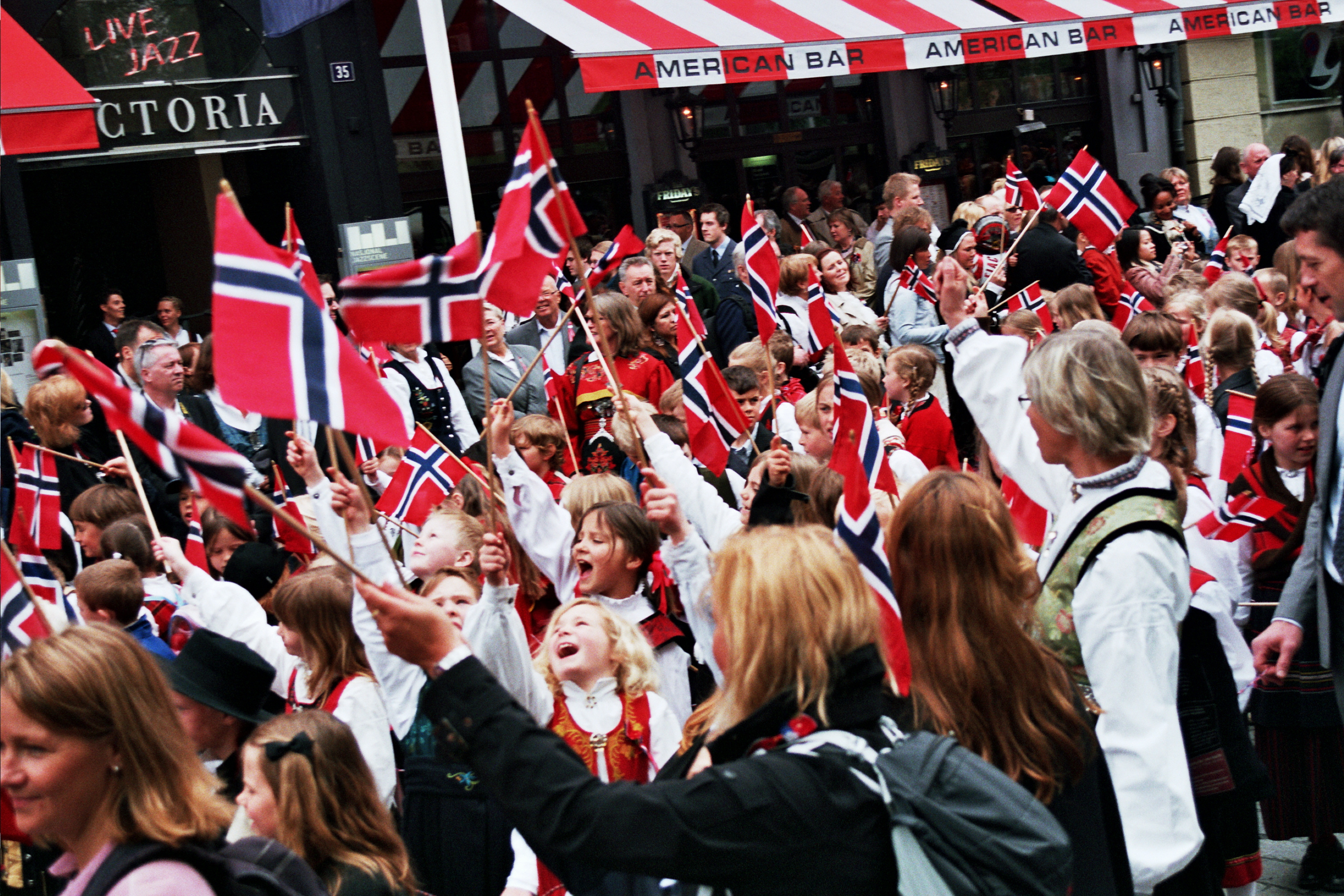
Glada barn firar 17 maj 2010.
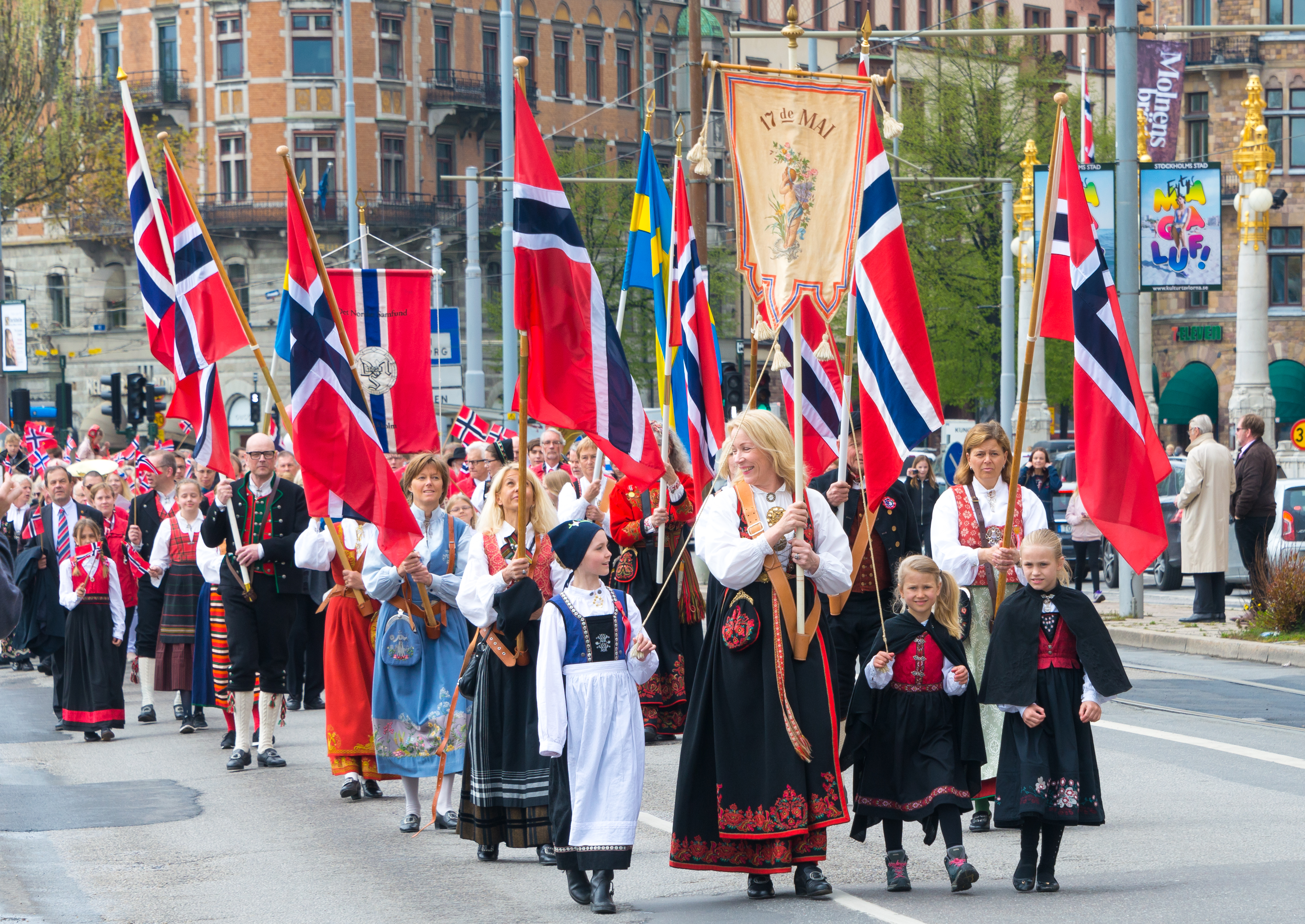
Norges nationaldagsfirande i Stockholm 2017.
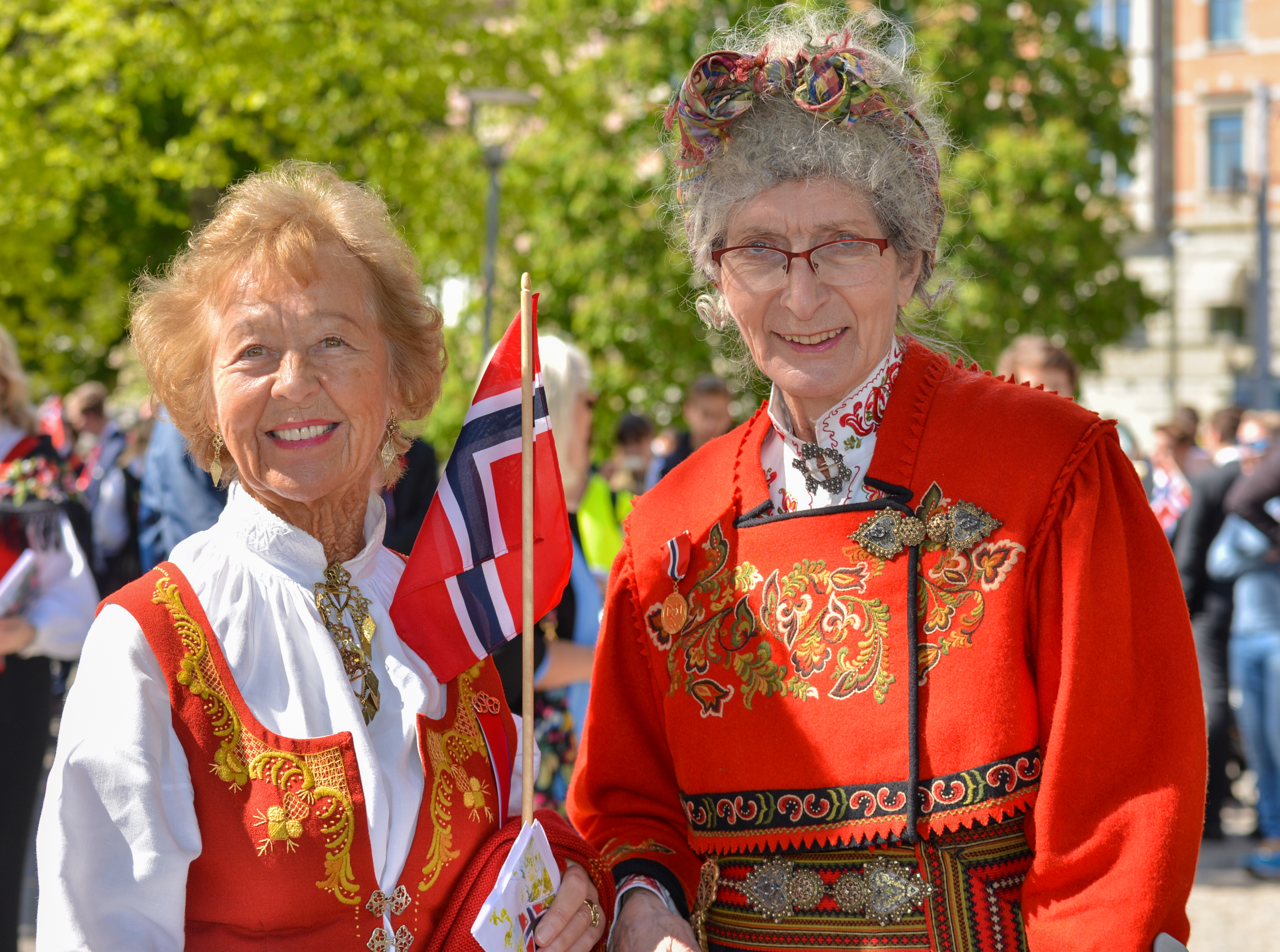
Folkdräkter vid Norges nationaldagsfirande 2019.